# Gisilia lerautella
Gisilia lerautella ist ein Schmetterling aus der Familie der Chrysopeleiidae.

## Merkmale
Die Falter erreichen eine Flügelspannweite von 6 bis 8 Millimeter. Die Art unterscheidet sich von Gisilia stereodoxa durch den kürzeren weißen Apikalabschnitt der Fühler und die breiteren weißen Binden auf den Vorderflügeln. Sie sind deutlich graubraun gerandet.
Die Genitalarmatur der Männchen ähnelt der von Gisilia stereodoxa. Der dorsale Lobus der rechten Valve hat aber einen geraden Dorsalrand und der Apex des längeren und breiteren ventralen Lobus ist spitz. Bei der linken Valve sind sowohl die Ränder der spatelförmigen Spitze des breiteren dorsalen Lobus als auch die des geraden ventralen Lobus behaart. Der Aedeagus ist gekrümmt und verjüngt sich.
Die Genitalarmatur der Weibchen unterscheidet sich von Gisilia stereodoxa durch die benadelte Genitalplatte, das Fehlen des zickzack-förmigen inneren Bandes des Ductus bursae, die schwache Granulierung des Corpus bursae und das länglichere Signum.

## Verbreitung
Gisilia lerautella wurde bisher nur an der Typuslokalität in Frankreich (Wald von Fontainebleau) gefunden. Es wird vermutet, dass die Art eingeschleppt wurde.

## Biologie
Die Biologie der Art ist unbekannt. Bisher sind nur sieben Exemplare bekannt geworden, die von Ende April bis Anfang Mai an Eichenstämmen gesammelt wurden.

## Belege
1. 1 2 3 4  J. C. Koster, S. Yu. Sinev: Momphidae, Batrachedridae, Stathmopodidae, Agonoxenidae, Cosmopterigidae, Chrysopeleiidae. In: P. Huemer, O. Karsholt, L. Lyneborg (Hrsg.): Microlepidoptera of Europe. 1. Auflage. Band 5. Apollo Books, Stenstrup 2003, ISBN 87-88757-66-8, S. 190 (englisch).
2. ↑  Gisilia lerautella bei Fauna Europaea. Abgerufen am 8. Mai 2012
3. ↑  C. Gibeaux: Description of new Cosmopterygidae for the science from Fontainebleau forest (Lepidoptera, Cosmopterygidae, Antequerinae). Alexanor 14(4): S. 167–177 Abstract